# 脇町大字脇町
脇町大字脇町（わきまちおおあざわきまち）は、徳島県美馬市の大字。2010年10月1日現在の人口は1,816人、世帯数は643世帯。郵便番号は〒779-3610。

## 地理
美馬市の中央部に位置。北は脇町、南は吉野川を隔てて穴吹町三島、西は脇町新町・脇町田上、東は脇町大字猪尻に接する。
地内南部は国の重要伝統的建造物群保存地区に選定されている脇町南町（うだつの町並み）があり、江戸期の景観が残る。

### 河川
- 吉野川
- 城の谷川

## 歴史
- 2005年（平成17年）3月1日 - 美馬郡脇町が木屋平村・穴吹町・美馬町と合併して美馬市となり、現在の町名となる。

## 施設

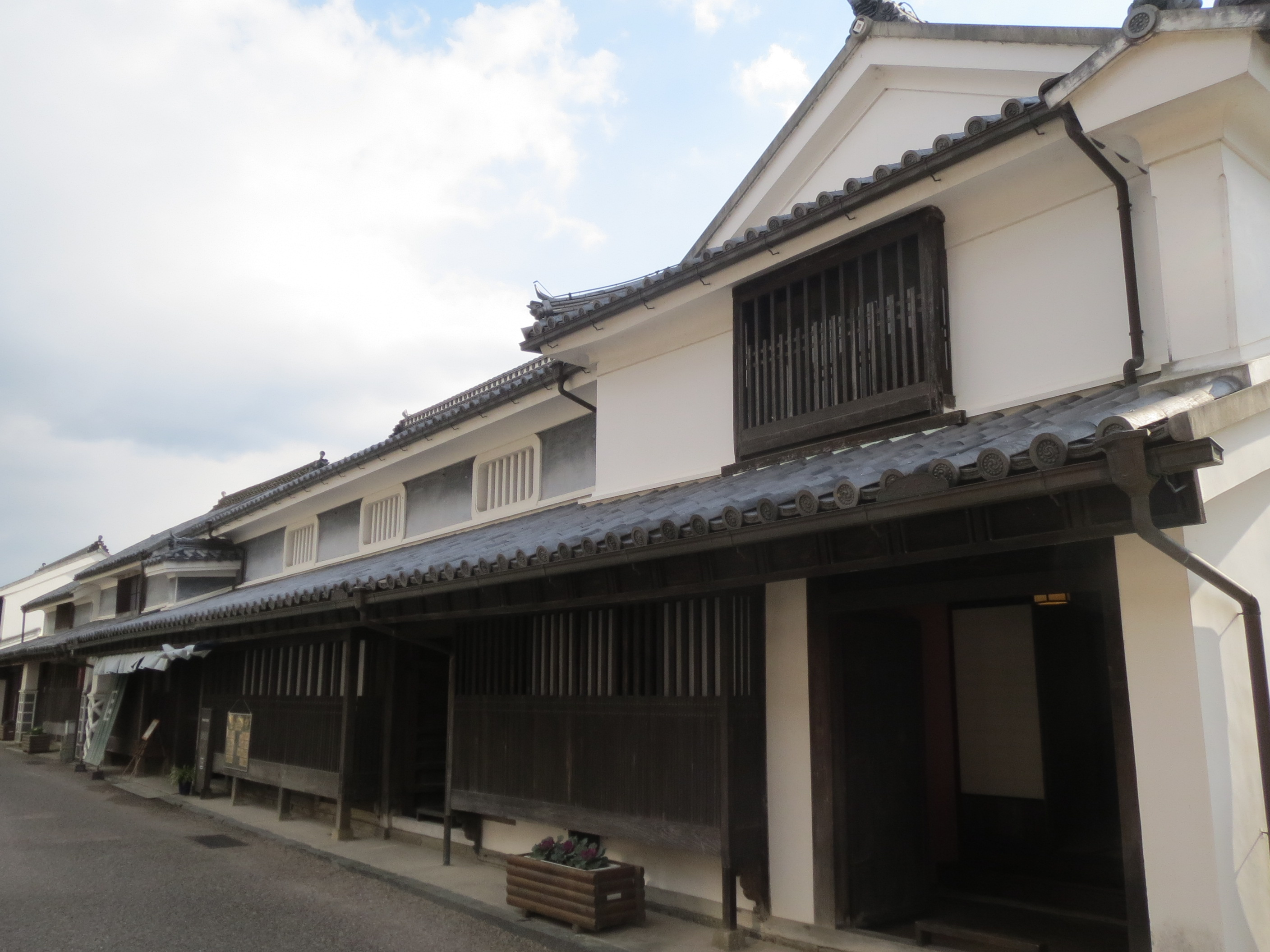
吉田家住宅

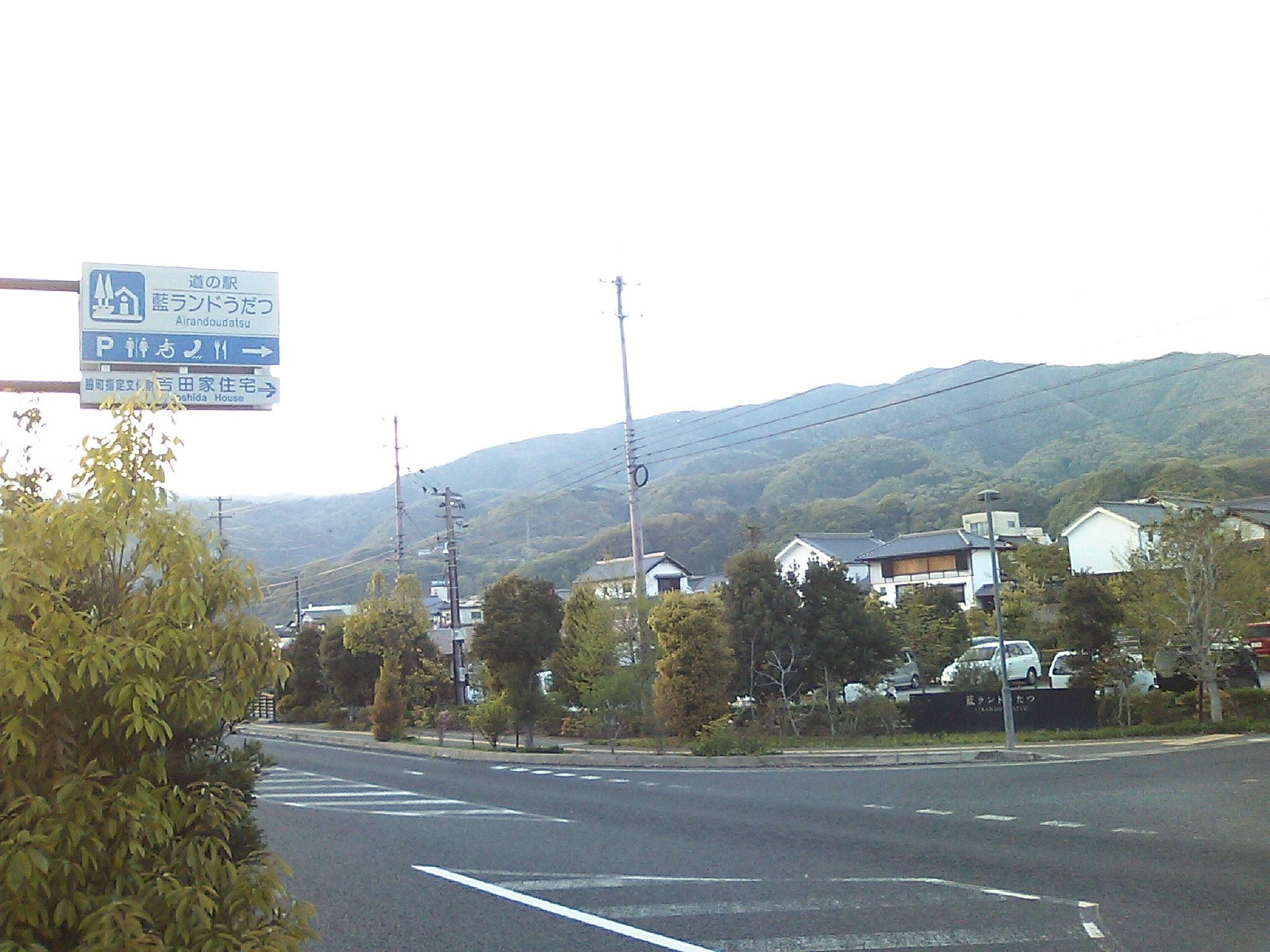
道の駅藍ランドうだつ

- 脇町南町（うだつの町並み） - 国の重要伝統的建造物群保存地区
- 吉田家住宅
- 割烹旅館田おか - 国の登録有形文化財
- 道の駅藍ランドうだつ
- 東林寺
- 貞真寺
- 脇人神社
- 徳島県立脇町高等学校
- 美馬市立脇町図書館
- 内田風雲堂本社
- 徳島地方検察庁美馬支部
- 徳島地方裁判所美馬支部
- 徳島家庭裁判所美馬支部

## 交通

### 道路
都道府県道
- 徳島県道12号鳴門池田線
- 徳島県道199号脇三谷線
- 徳島県道251号脇町曽江線
- 徳島県道252号大谷脇町線

### 橋梁
- 脇町潜水橋 - 吉野川。徳島県道199号脇三谷線。